# Sansón
Pour les articles homonymes, voir Bao.
Francisco Bao Rodríguez, plus connu sous le nom de Sansón, né le 20 avril 1924 à Vigo (province de Pontevedra, Espagne) et décédé le 13 février 2012, est un footballeur espagnol qui évoluait au poste de défenseur.

## Biographie
Sansón a été le plus jeune joueur à avoir disputé un match de Liga, à l'âge de 15 ans et 255 jours, lors de la saison 1939-1940 jusqu'à ce que Luka Romero le dépasse en précocité en débutant à l'âge de 15 ans et 219 jours, le 24 juin 2020.
Il effectue sa carrière au Celta de Vigo, à la Cultural Leonesa, au Sporting de Gijón, au Real Oviedo et la termine à Xerez.
Son bilan en première division espagnole est de 167 matchs joués, pour un seul but marqué.